# Flava (アルバム)
『flava』（フレイヴァ）は、米倉利紀8作目のアルバム。
1999年2月10日発売。発売元はパイオニアLDC。

## 収録曲
全作詞・作曲:米倉利徳
1. keep this love(Ark Angel Mix)
編曲:ビンス・マッククリーン,“Prince Charles” Alexander
19枚目シングルの別バージョン。
2. I'm not feelin' you...
編曲:河越重義
3. nothin' to lose
編曲:河越重義
16枚目のシングル。
4. Sweet things
編曲:河越重義
5. 恋風
編曲:柿崎洋一郎
6. それなり.....
編曲:柿崎洋一郎
18枚目のシングル。
7. men+women
編曲:“Prince Charles” Alexander
8. 月と太陽
編曲:河越重義
17枚目のシングル。表記は無いがアルバムバージョンを収録。
9. Keep this love
編曲:柿崎洋一郎
19枚目シングル。
10. Somebody
編曲:“Prince Charles” Alexander
11. TAXI
編曲:柿崎洋一郎
12. Searchin'
編曲:“Prince Charles” Alexander